# Sinophorus pectinatus
Sinophorus pectinatus là một loài tò vò trong họ Ichneumonidae.